# 貝塚線

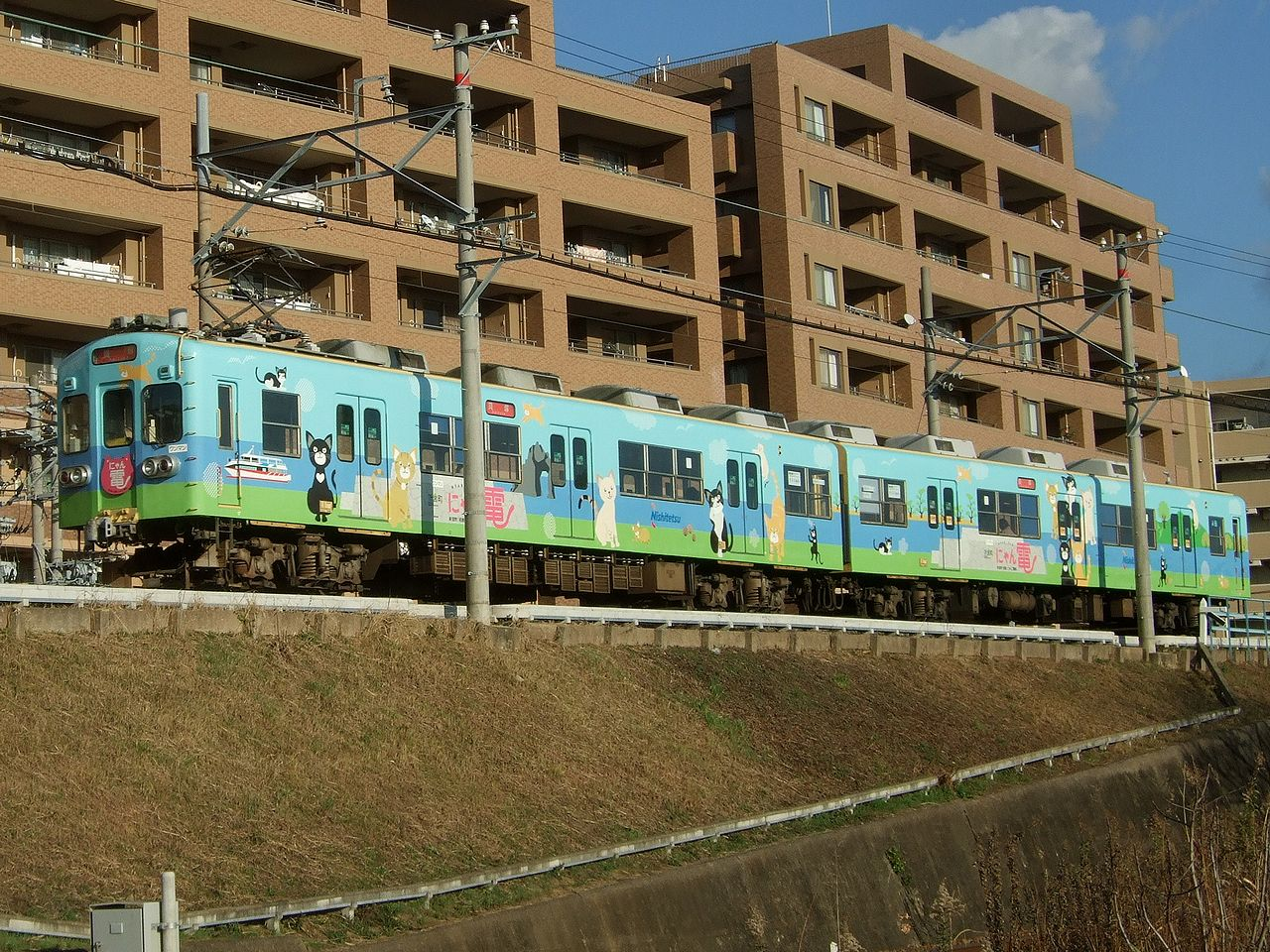
位於和白站和三苫站之間的西鐵601F型列車

貝塚線（日语：／ Kaizuka sen */?）是一條連結日本福岡縣福岡市東區的貝塚站至糟屋郡新宮町的西鐵新宮站，屬於西日本鐵道（西鐵）的鐵路線。
2007年4月1日，西鐵新宮站至津屋崎站的路段廢除，同時原名「宮地岳線」也改名為貝塚線。

## 概要
貝塚線由福岡市東郊向北延伸，從貝塚站到西鐵香椎站，幾乎全程與九州旅客鐵道（JR九州）的鹿兒島本線平行。它在貝塚站與福岡市營地鐵箱崎線相連，在西鐵千早站與鹿兒島本線相連，在和白站與香椎線（原同一公司運營的線路）相連。此外，鹿兒島本線與香椎線共用的鐵路道口結構設計符合JR標準。
與使用 1,435 毫米標準軌距的其他西鐵路線不同，貝塚線使用 1,067 毫米窄軌距。這是因為貝塚線最初是由博多灣鐵道汽船公司開闢的。最初的路線是從新博多（現在的西鐵巴士千鳥橋巴士站附近）經貝塚和和白前往津屋崎。為了將福岡市內區間納入福岡市內線網絡，提昇該段的服務，新博多～貝塚區間的軌距改為標準軌，並納入福岡市內線，但該區間在1979年隨著福岡市內線的全面廢除而廢止。自此以後，它成為了一條孤立的線路，沒有車站連接到其他西鐵鐵路路線。
沿線遍佈安靜的住宅區。全線沿著博多灣和玄界灘海岸行駛，但能看到海洋的地方只有多多良川河口及和白站附近 。
IC卡「nimoca」於2010年3月13日開始發售，同時實現了與連接貝塚站的福岡市營地鐵發行的「 Hayakaken 」、JR九州發行的「 SUGOCA 」等IC卡的互通。貝塚站、西鐵千早站、西鐵香椎站等 3 站設有IC卡自動檢票口，其他車站則設有 nimoca 簡易檢票口。同時，與之平行的西鐵巴士路線也率先採用了nimoca。該線路自運營至終止均未引入 Yokanet卡。

### 路線資料
- 路線距離（營業距離）：11.0公里
- 軌距：1067毫米
- 站數：10個（包括起終點站）
- 複線路段：沒有（全線單線）
- 電氣化路段：全線（直流1500V）
- 閉塞方式：自動閉塞式
- 車輛基地：多多良車輛基地（日语：多々良車両基地）

### 交通立體化
作為香椎地區副都會區開發案的一部分，在西鐵千早站和西鐵香椎站之間建造了連續立體交叉路口。2004年8月，貝塚（名島站附近）～香椎宮前區間改為新線，同時名香野站變為高架車站，並更名為西鐵千早站。另外，2006年5月14日，西鐵千早與香椎花園前之間（至國道3號交叉處）路段實現高架化，完成了連續立體交叉工程。目前，包括舊鐵路軌道在內的重建工作正在進行中。

### 未來計劃

#### 與福岡市營地鐵直通
貝塚線計劃與福岡市營地鐵箱崎線直通運轉。最初計劃於2001年度開始在貝塚站和三苫站之間開通地鐵直達服務，但這需要進行諸如建造新車廂和擴建站台（容納六節列車而不是現在的三節列車）等建設，因此工作尚未開始。不過，西鐵千早站和西鐵香椎站之間的連續立體交叉路段已建成，可容納六節列車，以便地鐵列車進入。一旦完成貝塚站的地鐵軌道連接的和擴建名島站等站月台以容納六節列車的建設工程，就可以使用六節列車臨時直達西鐵香椎站。
2010年，福岡市製定了新的直通運轉服務計劃，將直通區間由三苫延伸至中洲川端或天神，並配備三節列車。透過將車廂數量從先前計劃的6節減少，車廂維護費用將減少至50億日元，但計劃並未延伸至天神以西。然後，市政府將審查整個項目的成本並考慮其可行性。最終，大多數提案都不具成本效益，而運營天神直達服務的計劃雖然可能帶來盈利，但由於可能會影響乘客於地鐵系統內搭乘列車的模式、降低便利性，因此提案均遭到否決。
2018年1月，福岡市議會交通對策特別委員會提交了《福岡都市圈公共交通調查》報告。據此，「天神迴轉營運」計畫是以停止機場線姪濱站至箱崎線的直達列車為前提的，因此，為了提高成本效益，委員會重新探討了既能減少初期投資又能盡可能維持便利性的方案。因此，委員會提議模仿阪神難波線的營運模式，在地鐵區段運行六節車廂的列車，其中兩節車廂在貝塚站分離，直接運行到西鐵貝塚線上。這樣一來，整體設施開發成本可以減少一半，從約190億日圓減少至約85億日圓。不過，車廂購買成本預計將翻一番，從約70億日圓增加至約150億日元，這意味著整體初始投資成本只會減少約10%。
2021年1月22日，《每日新聞》報道稱，福岡市計算直達服務的成本效益比（B/C）為0.42，遠低於損益平衡點。2018 年討論過的在貝塚站增設和分設車輛的計劃，只能使出行時間比現在減少約 1 分鐘，無法證明預計 155 億日元的初期投資是合理的。據報道，該項目預計將被凍結，儘管未來直接提供服務的可能性仍然存在。

## 運行形態
所有列車均停靠貝塚站和西鐵新宮站之間的所有車站，工作日早高峰和晚高峰時段大約每 10 分鐘一班，工作日白天和周末及假日大約每 15 分鐘一班。所有列車均由一名司機駕駛，因此車內所有廣播都是自動進行的。節目開始前的車內廣播和鐘聲與2012年3月23日為止的天神大牟田線相同，但西鐵巴士使用的雙響鐘聲僅在列車抵達香椎花園前站和終點站貝塚站、新宮站時播放。
在 2007 年 4 月 1 日西鐵線新宮至津屋崎站關閉之前，全線列車大約每 13 分鐘一班，早晚高峰時段，貝塚與三苫之間會有列車折返，這意味著早晚貝塚與三苫之間大約每 6.5 分鐘就有一班列車運行。過去，當列車抵達香椎花園前站或終點站時，車廂內的廣播會播放鬱金香樂團的“心之旅”（終點站）或“仙人掌花”（香椎花園前站）作為背景音樂，但該線路更名為貝塚線後不久就停止了。
雖然官方的出發點是貝塚站，但根據列車運行和乘客信息，從西鐵新宮站開往貝塚站的列車為下行列車，而相反方向的列車為上行列車。

## 利用狀況
除非另有說明，2005 年及以後的數據均來自《鐵路統計年度報告》。
儘管部分路段於2007年被廢除，但此後乘客數量一直在增加。

### 運輸記錄
貝塚線（宮地岳線）的運送實績如下表所示。
表中旅客人數單位為萬人。乘客人數為財政年度數值。表中，最高值以紅色顯示，最高值記錄年份之後的最低值以藍色顯示，最高值記錄年份之前的最低值以綠色顯示。
| 年度輸送業績       | 年度輸送業績                    | 年度輸送業績                    | 年度輸送業績                    | 年度輸送業績                    | 年度輸送業績    | 年度輸送業績                                         |
| 年 度              | 輸送業績（乘車人員）：萬人/年度 | 輸送業績（乘車人員）：萬人/年度 | 輸送業績（乘車人員）：萬人/年度 | 輸送業績（乘車人員）：萬人/年度 | 輸送密度 人/1日 | 特 別 事 項                                          |
| ------------------ | ------------------------------- | ------------------------------- | ------------------------------- | ------------------------------- | --------------- | ---------------------------------------------------- |
| 年 度              | 通 勤 定 期                     | 通 學 定 期                     | 非定期                          | 合 計                           | 輸送密度 人/1日 | 特 別 事 項                                          |
| 1975年（昭和50年） | 382.0                           | 237.6                           | 510.2                           | 1129.8                          | 9,905           |                                                      |
| 1976年（昭和51年） | 333.4                           | 211.4                           | 415.7                           | 960.6                           | 8,935           |                                                      |
| 1977年（昭和52年） | 321.5                           | 214.7                           | 453.2                           | 989.5                           | 9,311           |                                                      |
| 1978年（昭和53年） | 300.2                           | 217.2                           | 459.9                           | 977.4                           | 9,431           | 隨著福岡市內線的全面廢止，千鳥橋～貝塚區間也被廢止。 |
| 1979年（昭和54年） | 275.0                           | 209.9                           | 431.9                           | 917.0                           | 7,765           |                                                      |
| 1980年（昭和55年） | 267.3                           | 224.3                           | 453.7                           | 945.5                           | 8,619           | 一人運轉開始                                         |
| 1981年（昭和56年） | 261.9                           | 212.2                           | 417.5                           | 891.7                           | 8,201           |                                                      |
| 1982年（昭和57年） | 245.2                           | 201.8                           | 407.7                           | 854.6                           | 7,912           |                                                      |
| 1983年（昭和58年） | 233.8                           | 198.8                           | 382.9                           | 815.5                           | 7,508           |                                                      |
| 1984年（昭和59年） | 219.3                           | 189.7                           | 358.7                           | 767.8                           | 7,099           |                                                      |
| 1985年（昭和60年） | 212.6                           | 190.8                           | 357.9                           | 761.3                           | 7,041           |                                                      |
| 1986年（昭和61年） | 213.7                           | 228.3                           | 395.2                           | 837.2                           | 7,426           | 唐之原站開業。福岡市營地鐵箱崎線開通至貝塚站。       |
| 1987年（昭和62年） | 287.4                           | 324.3                           | 486.2                           | 1097.9                          | 9,247           |                                                      |
| 1988年（昭和63年） | 294.5                           | 363.6                           | 480.6                           | 1138.7                          | 9,427           |                                                      |
| 1989年（平成元年） | 300.2                           | 378.8                           | 483.8                           | 1162.8                          | 9,577           |                                                      |
| 1990年（平成2年）  | 303.4                           | 385.9                           | 496.6                           | 1185.9                          | 9,712           |                                                      |
| 1991年（平成3年）  | 316.5                           | 367.4                           | 529.4                           | 1213.3                          | 9,761           |                                                      |
| 1992年（平成4年）  | 325.2                           | 349.5                           | 544.7                           | 1219.4                          | 9,653           |                                                      |
| 1993年（平成5年）  | 325.9                           | 325.3                           | 542.3                           | 1193.5                          | 9,283           |                                                      |
| 1994年（平成6年）  | 323.0                           | 302.7                           | 530.4                           | 1156.1                          | 8,987           |                                                      |
| 1995年（平成7年）  | 317.2                           | 285.7                           | 528.8                           | 1131.7                          | 8,801           |                                                      |
| 1996年（平成8年）  | 313.0                           | 280.5                           | 530.7                           | 1124.2                          | 8,713           |                                                      |
| 1997年（平成9年）  | 310.1                           | 268.1                           | 491.8                           | 1070.0                          | 8,627           |                                                      |
| 1998年（平成10年） | 288.2                           | 248.4                           | 471.6                           | 1008.2                          | 8,235           |                                                      |
| 1999年（平成11年） | 270.1                           | 226.8                           | 462.6                           | 959.5                           | 7,903           |                                                      |
| 2000年（平成12年） | 253.9                           | 211.9                           | 444.1                           | 909.9                           | 7,518           |                                                      |
| 2001年（平成13年） | 238.1                           | 202.1                           | 428.1                           | 868.3                           | 7,199           |                                                      |
| 2002年（平成14年） | 226.5                           | 200.5                           | 412.8                           | 839.8                           | 6,967           | 末班車延遲開出（貝塚站出發時間 23:31 → 0:10）        |
| 2003年（平成15年） | 212.0                           | 169.6                           | 390.1                           | 771.7                           | 6,435           |                                                      |
| 2004年（平成16年） | 207.5                           | 150.4                           | 363.3                           | 721.2                           | 6,056           | 名香野站高架化，並改稱西鐵千早站                     |
| 2005年（平成17年） | 210.6                           | 142.8                           | 356.0                           | 709.4                           | 5,932           |                                                      |
| 2006年（平成18年） | 215.0                           | 140.5                           | 358.8                           | 714.3                           | 5,719           | 西鐵千早 - 西鐵香椎段高架化                          |
| 2007年（平成19年） | 187.9                           | 112.9                           | 303.2                           | 604.0                           | 7,244           | 西鐵新宮 - 津屋崎段廢止、並改稱貝塚線                |
| 2008年（平成20年） | 196.6                           | 118.0                           | 304.3                           | 618.9                           | 7,418           |                                                      |
| 2009年（平成21年） | 193.7                           | 115.1                           | 298.5                           | 607.3                           | 7,250           |                                                      |
| 2010年（平成22年） | 196.6                           | 104.3                           | 310.2                           | 611.1                           | 7,139           |                                                      |
| 2011年（平成23年） | 201.3                           | 104.3                           | 310.7                           | 616.3                           | 7,039           |                                                      |
| 2012年（平成24年） | 210.4                           | 110.8                           | 317.3                           | 638.5                           | 7,242           |                                                      |
| 2013年（平成25年） | 225.8                           | 118.0                           | 328.6                           | 672.4                           | 7,586           |                                                      |
| 2014年（平成26年） | 245.6                           | 119.7                           | 331.1                           | 696.4                           | 7,856           |                                                      |
| 2015年（平成27年） | 256.4                           | 125.2                           | 345.1                           | 726.7                           | 8,074           |                                                      |
| 2016年（平成28年） | 271.5                           | 130.9                           | 352.9                           | 755.3                           | 8,266           |                                                      |
| 2017年（平成29年） | 287.4                           | 135.0                           | 361.9                           | 784.3                           | 8,503           |                                                      |
| 2018年（平成30年） | 291.3                           | 139.5                           | 369.2                           | 800.0                           | 8,690           |                                                      |

## 使用車輛

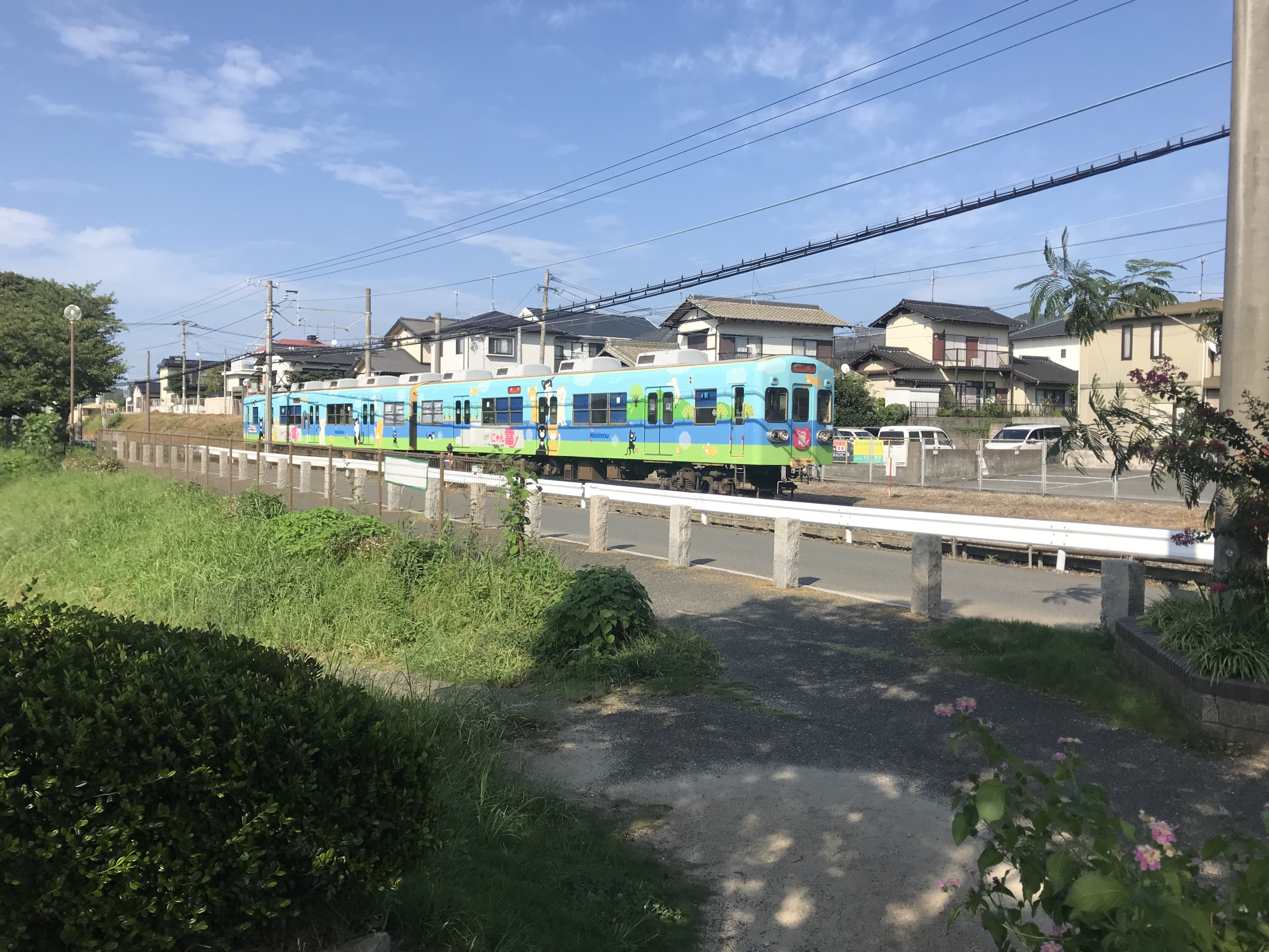
香椎花園前站附近的第2代西鐵600型電聯車（2019年9月）

西鐵設立後，由於此線並非主幹線，因此並未專為此線製造新車廂。 1944年至1951年二戰期間及戰後，西鐵從日本國鐵購入車廂後，原本服務大牟田線（現天神大牟田線）的列車全部從調來此線。博多灣鐵道汽船株式會社繼承的車廂和舊國鐵車廂在1980年一人運轉後全部廢止，現存的車廂全部是從大牟田線改裝而來的車廂。由於軌距與天神大牟田線不同，近年來轉向架等主要設備主要採用西武鐵道等其他公司報廢列車的舊件。另外，車鈎也非天神大牟田線使用的近接式車鉤，而是原日本國鐵使用的柴田式自動車鉤。
自1977年投入使用的313系列以來，新投入使用的車輛的車身漆顏色與天神大牟田線的2000系列相同，都是氧化黃配紅色條紋，並且目前已標準化。以前的車輛都採用西鐵的舊標準顏色，上半部為米色，下半部為紅豆色。此外，直至313系列，車廂號碼均採用羅馬體，與 福岡市內線車輛及北九州線鉸接式車輛相同。
西鐵新宮～津屋崎區間停駛後，路線縮短，服務大幅減少，導致尖峰時段僅有七列列車運行。即使加上檢查用的備用列車，九列列車也足夠了。除所有600系列列車、兩輛313系列列車和一輛300系列列車外，由於300系列列車的檢驗期限已過且性能下降，決定在2007年下半年報廢最後一批使用懸掛驅動系統的300系列和313系列列車。最早拆解的是2006年9月起退役的316組動車組，拆解工作於同年4月中旬開始，5月底計畫報廢的車輛全部拆解完畢（這些車輛的報廢日期均為2007年4月1日）。此外，從同月1日起，600系列開始在白天大部分時間使用，而300和313系列則主要在高峰時段使用。隨後，2007年12月21日，三節車廂的列車停止運營，所有列車均改為兩節車廂的列車。經過這些車輛重組後，該服務由一列 313 系列列車、315-365 和 600 系列列車運行。 2015年1月24日，最後一列313系列列車停駛，所有車輛統一為600系列。
該線路最初通車時並未實現電氣化，客車和貨車均由蒸汽機車牽引，但於1929年實現電氣化，客運列車改為電力列車。戰後，1949年引進了電力機車，貨運列車也實現了無煙化，但後來隨著貨運的廢除，電力機車也消失了。

### 現在的車輛
- 600系列

與新宮町招待協會合作，一輛名為「貓電」的特別塗裝列車於2018 年3 月 31 日至2020 年12 月 13 日運行。車輛前面有一個帶有相島貓圖案的原始頭標，火車上貼滿了描繪貓和該町特產的圖案。列車內也張貼了介紹新宮町特產和旅遊景點的海報。
此外，從2020年2月12日至2023年12月3日，作為第二次合作，貝塚線上運行了名為「感謝新宮」（さんくすしんぐう）的特別塗裝列車。列車外觀以新宮町特產立花蜜柑、草莓和旅遊景點立花山為主題，車內座位則以貓咪為主題。

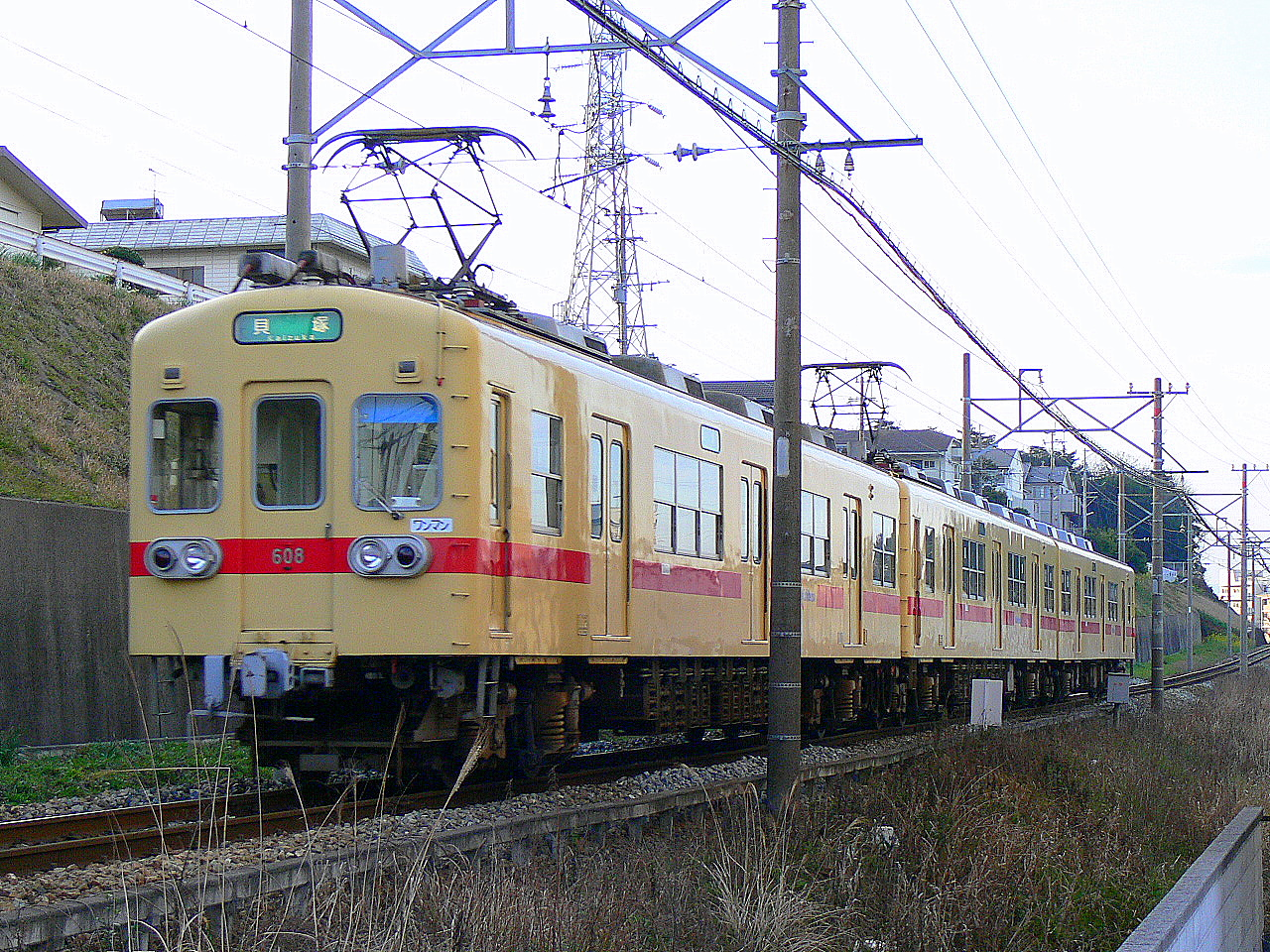
曾經投入營運的三節車廂的600系列列車（拍攝於2002年3月2日）
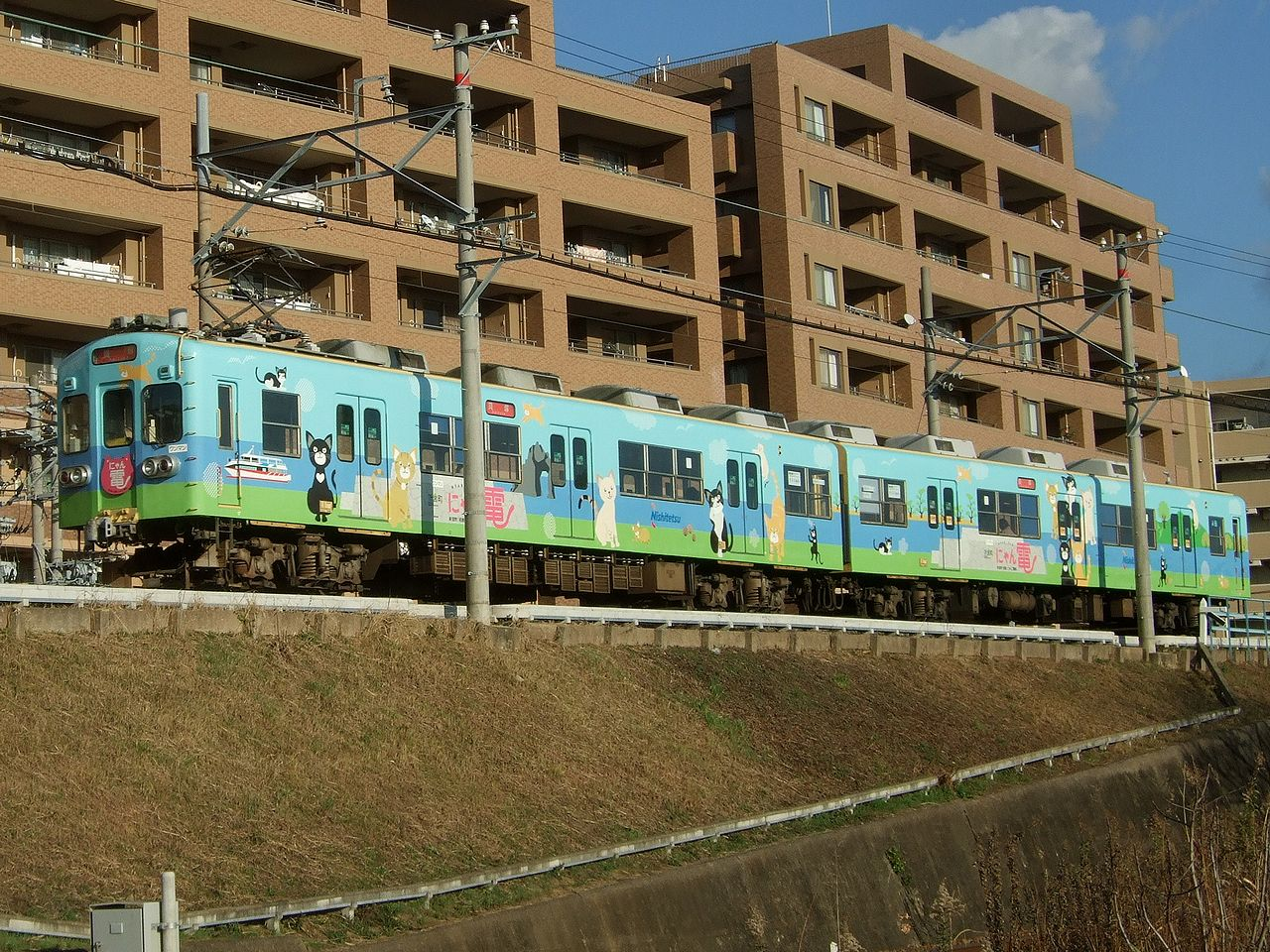
「貓電」列車以相島貓等新宮町的當地特色進行裝飾。
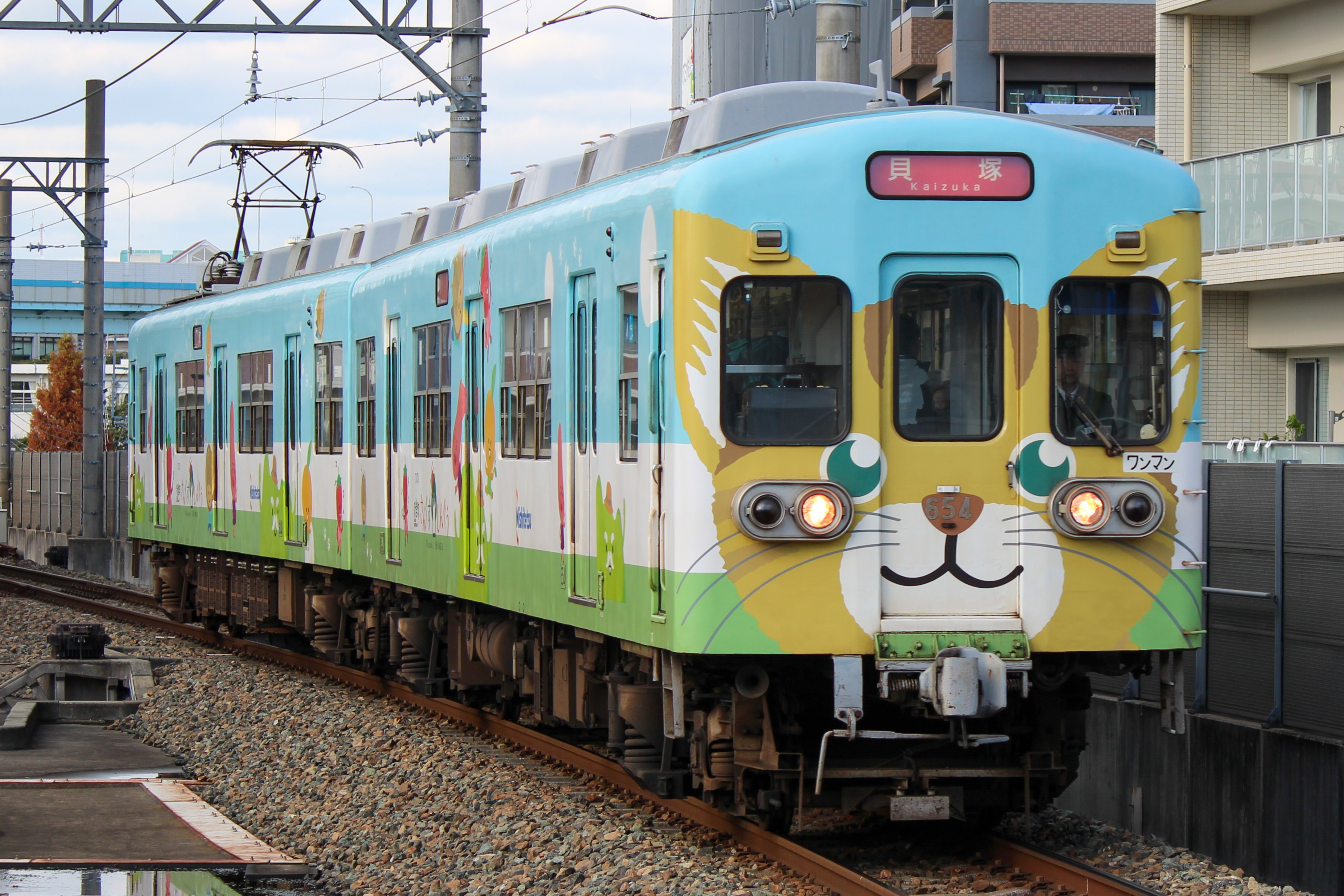
第二個合作項目：「感謝新宮」列車塗裝

此外，西鐵在2022年度《關於便利出行等措施的報告（鐵道車輛） 》 中表示，計劃在2025年度至2027年度期間，將目前在貝塚線上運營的600系列車（8列列車、共16節車廂）全部報廢，並將目前在天神大牟田線使用的8列兩節西鐵7000系電車（7050系），在修復後轉移至貝塚線作為替代車輛。

### 過去的車輛

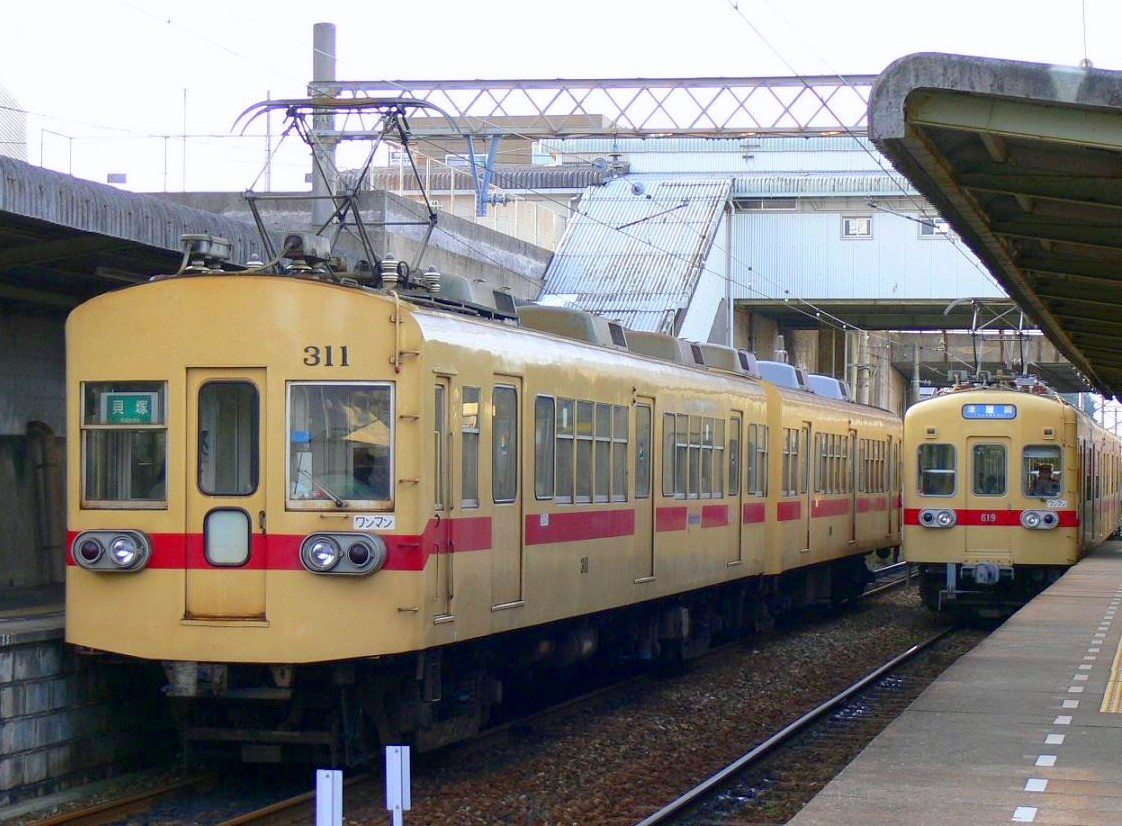
300型列車在三苫站進行列車交會 （2002年3月2日攝影）
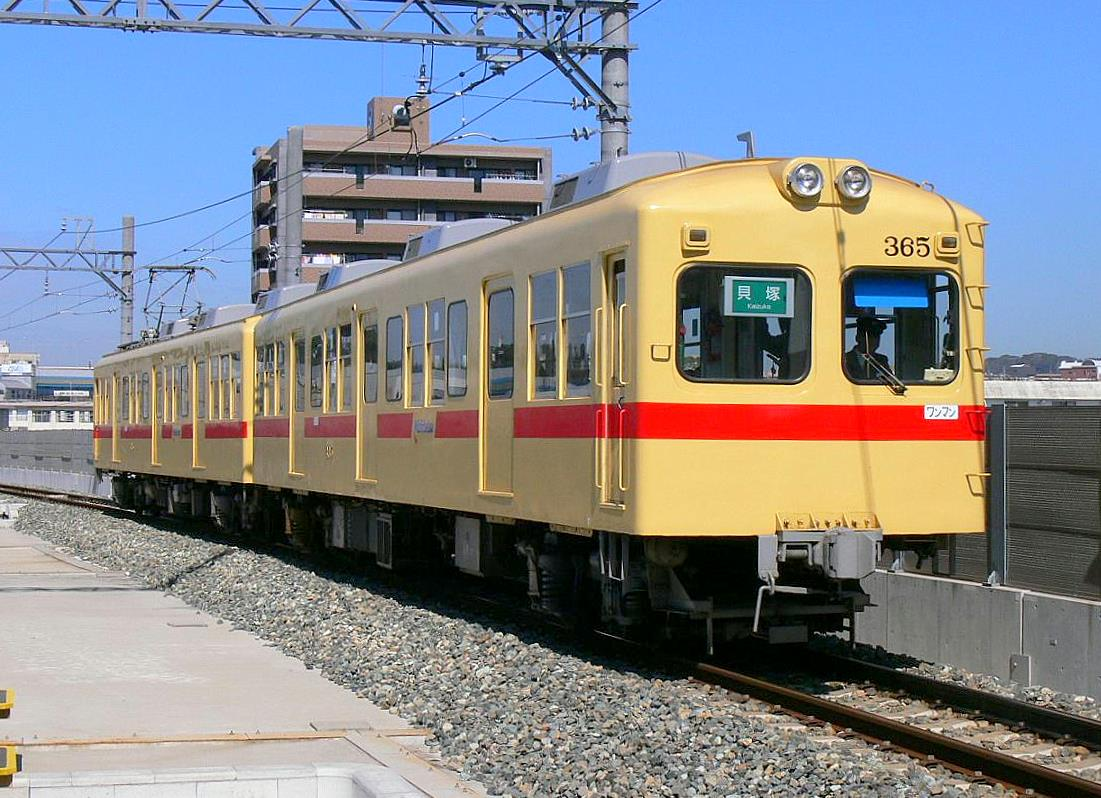
行駛在西鐵香椎站高架橋附近的313型列車 （2007年3月2日攝影）

- 1型（1・2・4 - 9）
- 1型（3）
- 10型（11・12・15）
- 10型（13）
- 10型（14）
- 50型（51 - 54）
- 50型（55 - 63）
- 120型（舊大牟田線20型）
- 300型
- 313型
- ED200型（電氣機車）

- 300型列車在三苫站進行列車交會
（2002年3月2日攝影）
- 行駛在西鐵香椎站高架橋附近的313型列車
（2007年3月2日攝影）

## 列車數量變化
| 年         | 1型 | 10型 | 20型 | 50型 | 300型 | 120型 | 313型 | 600型 | 合計（空調列車） |
| ---------- | --- | ---- | ---- | ---- | ----- | ----- | ----- | ----- | ---------------- |
| 1978       | 5   | 4    | 4    | 3    | 14    |       |       |       | 30               |
| 1982 -1984 |     |      |      |      | 6     | 11    | 8     |       | 25               |
| 1985       |     |      |      |      | 4     | 13    | 8     |       | 25               |
| 1986       |     |      |      |      | 7     | 13    | 8     |       | 28               |
| 1987       |     |      |      |      | 16    | 11    | 8     |       | 35(5)            |
| 1988       |     |      |      |      | 16    | 11    | 8     |       | 35(14)           |
| 1989       |     |      |      |      | 16    | 11    | 8     |       | 35(21)           |
| 1990       |     |      |      |      | 16    | 11    | 8     |       | 35(24)           |
| 1991       |     |      |      |      | 16    | 5     | 8     | 6     | 35(30)           |
| 1992 -2000 |     |      |      |      | 16    |       | 8     | 11    | 35(35)           |
| 2001 -2003 |     |      |      |      | 15    |       | 8     | 11    | 34(34)           |
| 2004       |     |      |      |      | 11    |       | 8     | 13    | 32(32)           |
| 2005       |     |      |      |      | 9     |       | 8     | 13    | 30(30)           |
| 2006       |     |      |      |      | 9     |       | 8     | 15    | 32(32)           |
| 2007       |     |      |      |      | 3     |       | 4     | 15    | 22(22)           |
| 2008 -2014 |     |      |      |      |       |       | 2     | 14    | 16(16)           |
| 2015       |     |      |      |      |       |       |       | 16    | 16(16)           |

- 1978 年為 10 月 1 日，1982 年及 1983 年為 1 月 1 日，1984 年及以後為 4 月 1 日
- 私鐵車輛編組表，各年版，J.R.R.

## 歷史
- 1924年（大正13年）
  - 5月23日， 博多灣鐵道汽船株式會社開通了新博多（後稱千鳥橋）～和白之間的路線。
  - 11月13日批准關閉唐原站
- 1925年（大正14年）
  - 7月1日：和白～宮地岳區間開通。
  - 7月15日，新香椎（現為西鐵香椎）～和白站之間開設片男佐站（臨時）。取消日期未知。
- 1927-1930：新博多和箱崎宮前之間的千代町站關閉。
- 1929年（昭和4年）
  - 8月16日：全線以1500V電氣化
  - 11月1日：花見站啟用
- 1935年（昭和10年）2月5日：農科裏訊號所在箱崎松原和名島之間啟用
- 1941年（昭和16年）4月1日：香椎福日園前站（現香椎花園前站）啟用[1]
- 1942年（昭和17年）
  - 4月1日，香椎福神園前站更名為運道場前站。
  - 9月19日： 與九州電氣軌道公司合併
  - 9月22日，該線更名為西日本鐵道，成為該公司的宮地岳線（Miyajidake Line）[注釋 1]。
- 1950年（昭和25年）
  - 4月20日，農科裏號誌所改建為車站，西鐵多多良站（現貝塚站）開幕。
  - 5月15日，新博多站更名為西鐵博多站，新香椎站更名為西鐵香椎站，新宮港站更名為西鐵新宮站，新古賀站更名為西鐵古賀站，築前福間站更名為西鐵福間站。
- 1951年（昭和26年）
  - 6月15日 中野站（現西鐵千早站）開業
  - 7月1日：宮地岳～津屋崎區間開通。宮地岳站搬遷
- 1953年7月8日，新宮 - 三苫間發生列車迎面相撞。這次災難造成4人死亡，97人受傷。1953 年日本西部洪水導致地面鬆動，引發山崩。當一列火車發現這種情況並掉頭返回時，它與一輛沒有意識到坍塌的後續火車相撞[15]。
- 1954 年3 月 5 日：西鐵博多 - 西鐵多多良間改為標準軌距，電壓降至 600V。西鐵博多站更名為新博多站（1963年更名為千鳥橋），箱崎宮前站更名為箱崎濱站，西鐵多多良站更名為競輪場前站。結果，該區段實際上納入福岡市內線並被稱為貝塚線（此後正式名稱仍為宮地岳線）。
- 1957年5月13日：運動場前站更名為香椎花園前站。
- 1958年（昭和33年）10月1日 古賀高爾夫場前站開業
- 1959年（昭和34年）3月1日 香椎宮前站開業
- 1962年11月1日：競輪場前站改名為貝塚站。
- 1966年(昭和41年) 10月26日 和白站西側交叉路口立體化
- 1978年10月1日 開始使用CTC / ATS
- 1979年2月11日：隨著福岡市內線全數關閉，千鳥橋（舊西鐵博多）與貝塚之間的路段也關閉。
- 1980年9月1日：開始一人運轉[注釋 4]
- 1985年8月30日，貝塚站向津屋崎方向遷移了160公尺（因要興建與福岡市地鐵合併的新車站設施），營運里程減少0.2公里[16]。
- 1986年（昭和61年）
  - 11月1日：唐之原站開通
  - 11月12日，福岡市營地鐵2號線（後暱稱箱崎線）開通至貝塚站[17]。為方便地鐵轉乘，宮地岳線各站發行的車票將更換為磁性車票。
- 2000年（平成12年）左右，因立體交叉工程，香椎宮前～西鐵香椎線改為臨時線路。
- 2003年3月15日：末班車於貝塚站出發的時間由23:31改至00:10。
- 2004年8月2日，貝塚與香椎宮前之間的路線變更。名香野站改名為西鐵千早站並高架化。
- 2006年5月14日，西鐵千早～西鐵香椎間段改為高架（香椎宮前站、西鐵香椎站改為高架站，路線略有改變）[4]。名島站與香椎園前站之間的運行距離將延長0.1公里。由於此次路線變更，票價下降的路段票價降低，但票價上升的路段票價保持不變。
- 2007年（平成19年）
  - 4月1日，西鐵關閉新宮～津屋崎區間，正式名稱改名為貝塚線[3]。西鐵巴士宗像公司將在停駛的路段上營運替代巴士。
  - 12 月 21 日 - 從當日起，尖峰時段剩餘的三節車廂列車均停駛，所有列車均為兩節車廂列車。
- 2009年4月1日，所有車站營運移交給子公司西鐵車站服務公司。西鐵香椎站成為管理站。
- 2010年3月13日: Nimoca IC卡推出
- 2015年1月24日：313系列車停止運營
- 自2017年2月1日起， 所有車站均開始實施車站編號[18]。

### 西鐵新宮～津屋崎區間停運

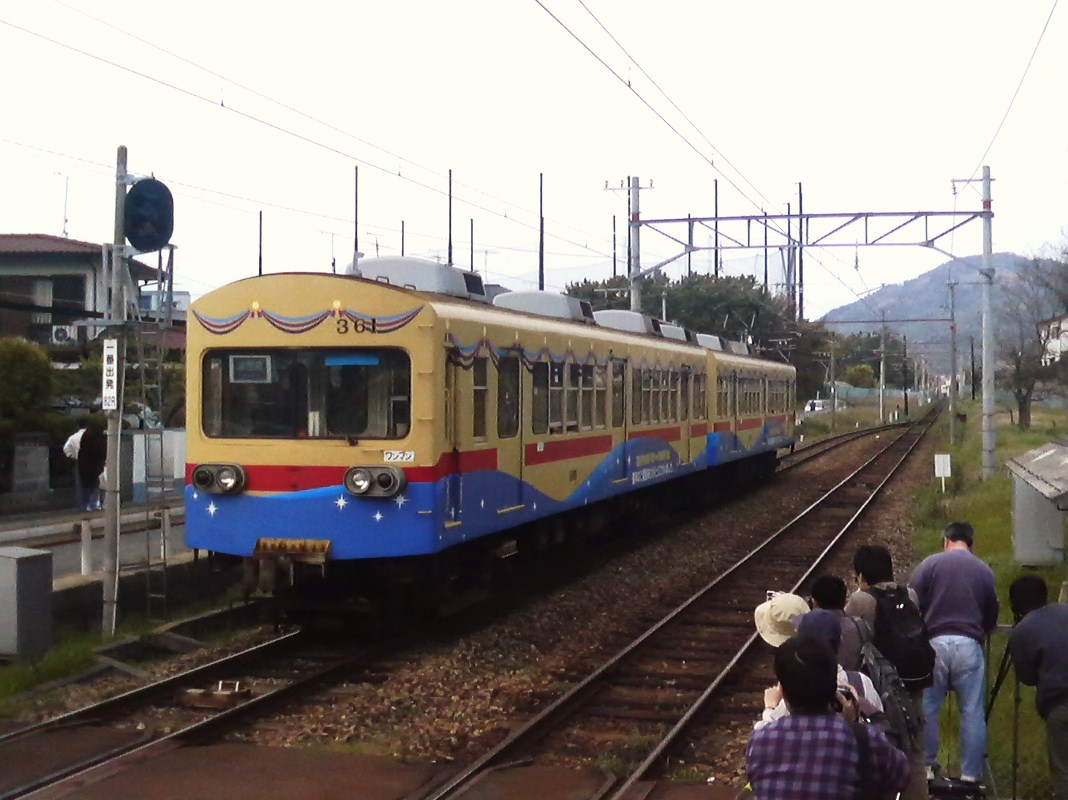
西鐵新宮～津屋崎區間停運前夕、帶有特別紀念塗裝的西鐵300型列車，攝於西鐵福間站

宮地岳線西鐵新宮至津屋崎段，與鹿兒島本線及國道並行，2004年的交通密度為2,201人，僅為同年貝塚至西鐵新宮段交通密度9,557人的四分之一。2005年1月，有消息指出西鐵公司向福岡縣及沿線地方政府請求合作改善管理，並正在與地方政府進行磋商以改善管理。但最終乘客數並未增加，2006年3月，西鐵決定停運新宮～津屋崎區間。該段於2007 年4 月 1 日廢止，同時宮地岳線更名為貝塚線。替代公車正在停止營運的路段上運作。
被廢止的路段沿線為住宅區，且列車數量比同樣由西鐵運營的甘木線還要多，因此與相關的築豐電鐵線等成功案例相比，情況似乎更為有利。但由於該線路全線為單線，僅使用本地列車，且車廂為從正線系統轉移過來的老舊車輛，導致運輸能力較低；而終點站亦位於津屋崎一個奇怪的位置；雖然宮地岳線自1986年起已與地鐵相連，但並不直達市中心；新宮與津屋崎之間的路段沒有換乘優惠，而且如上所述，不能使用Yokanet卡；此外，隨著日本國鐵的民營化，JR鹿兒島本線也在同步進行現代化改造，開設新車站，引進新車，增加快速列車和本地列車的數量，導致乘客流失，使該路段赤字持續。
福津市、古河市、新宮町的居民收集了6萬個簽名，要求保留宮地岳線（當時的名稱），並考慮將西鐵新宮～津屋崎區間私有化。但由於西鐵明確表示不會與第三部門公司直接合作運營，且設立第三部門公司的成本過高，最終放棄了這項計畫。
2007年2月20日，隨著宮地岳線部分路段的停運，路線名稱以及火車和巴士營運細節的變更也隨之公佈。鐵路營運變更內容如下：封閉後，該線會更名為「貝塚線」；貝塚～西鐵新宮間的列車運行班次為工作日83趟往返、週六及假日73趟往返；列車發車間隔為工作日高峰時段10分鐘、非尖峰時段及週六及假日全天15分鐘；尖峰時段列車的接駁方式亦會被重新調整，以縮短行程時間；白天（10點～17點）將與福岡市營地鐵箱崎線直通機場線、開往西新方向的列車換乘，提高便利性。停運區間的替代巴士路線的概要為：西鐵新宮站經由古河、JR福間站～津屋崎橋的路線（每天40次往返）；工作日早晚高峰期間經由都會快速路連接天神～津屋崎的路線；西福間三丁目經由JR福間站～光陽台的路線（但是，西福間三丁目～JR福間站～光陽台路線由於客量不足，已於2009年4月1日停駛）。
同年3月16日，西鐵宣布了宮地岳線部分路段關閉的相關事宜。促銷活動包括：從同月19 日至31 日，在宮地岳線所有車站發售「紀念車票」，車票上印有 6 個即將廢除的車站的照片；從 19 日至廢除當天，運行車廂裝飾成貼有剪紙的紀念列車（311+361 編組）；3月31日，西鐵新宮至津屋崎段全日免費，在末班車之前，亦加開兩趟從津屋崎站出發的臨時列車（分別於23:22、23:41出發，24:05、24:23到達貝塚站），然後運行末班車（24:20從津屋崎站出發，25:00到達貝塚站，途中禁止乘客上落；當日10:00起在宮地岳站發放末班車的整理券），並於31日23:50起在津屋崎站舉行「末班車發車儀式」。
3月31日，當地居民和鐵路愛好者紛紛湧向該地區，送別這條穿過松樹林的當地路線。4月1日午夜剛過，最後一列專列的發車儀式在津屋崎站舉行。社長致詞後，最後一列火車抵達，正如上文所述，這是紀念列車（311+361次列車），車頭貼有藍色波浪貼紙，並印有“感謝您多年來的惠顧”的字樣。
到 2008 年，拆除廢棄路段鐵軌的工作香椎已基本完成。

## 廢止區間的替代交通

### 千鳥橋 - 貝塚間
在天神站和貝塚站之間，西鐵巴士 20 路經過國道，該路線幾乎與舊鐵路線平行。原名為25路，與25路福岡市內線相同路線，但不再經過西新，編號改為20路。貝塚站、千鳥橋～博多站之間沒有直達巴士（貝塚、箱崎浜～博多站之間可搭乘西鐵巴士29路）。

### 西鐵新宮 - 津屋崎間
西鐵巴士島城汽車營業所舞之里車庫營運西鐵新宮站和津屋崎橋之間的 5 路巴士。但是，該路線經過國道495號及福間站，而巴士站距離前西鐵福間站有一段距離，因此該路線不經過該站週邊地區。轉換為巴士服務時，該路線由西鐵巴士宗像公司運營，但於 2016 年 6 月轉移至西鐵巴士新宮汽車營業所運營。隨後，由於2019年3月組織重組，新宮汽車營業所被廢除，該線由島城汽車營業所舞之里車庫負責。路線已於2020年10月1日停運，雖然仍有從古賀高爾夫球場前站附近到津屋崎站附近的巴士路線，但從西鐵新宮站到停駛路段已沒有直達的替代巴士。
另外，在廢止時，為了方便舊西鐵福間站的乘客，曾在光陽台六丁目～福間站前～綠城中央～西福間三丁目的路線上運營編號為1～3號的巴士路線，但已於2009年廢止。作為替代，該些路線隨後由福津小型巴士營運。
另外，從路線廢止的第二天（2007年4月1日）起，與津屋崎～西鐵新宮的5號線不同，開行了連接福岡天神～津屋崎（舊車站前）的線路（編號26A，與天神～赤間線相同），該線路截至2023年7月仍在運行。與天神～赤間線一樣，該線在香椎～吳服町之間也使用都市快速道路。平日早上有三班從津屋崎出發，晚上有三班從天神出發；此路線亦被定位為替代巴士路線之一。

## 車站列表
所有車站都位於福岡縣。車站業務由西鐵車站服務公司負責，隸屬於福岡管理站。
- 路線（全線單線） … ◇：列車可於該站進行列車交會、｜：不可進行列車交會

| 車站編號 | 中文站名   | 日文站名 | 英文站名 | 站間距離 | 營業距離 | 接續路線                                                                     | 列車交會 | 所在地       |
| -------- | ---------- | -------- | -------- | -------- | -------- | ---------------------------------------------------------------------------- | -------- | ------------ |
| NK01     | 貝塚       |          |          | -        | 0.0      | 福岡市地下鐵： 箱崎線（H07）                                                 | ◇        | 福岡市東區   |
| NK02     | 名島       |          |          | 1.4      | 1.4      |                                                                              | ◇        | 福岡市東區   |
| NK03     | 西鐵千早   |          |          | 1.1      | 2.5      | 九州旅客鐵道： 鹿兒島本線（千早：JA03）                                      | ◇        | 福岡市東區   |
| NK04     | 香椎宮前   |          |          | 0.5      | 3.0      |                                                                              | ｜       | 福岡市東區   |
| NK05     | 西鐵香椎   |          |          | 0.6      | 3.6      | 香椎站（步行約210公尺）： 九州旅客鐵道： 鹿兒島本線（JA04）、 香椎線（JD06） | ◇        | 福岡市東區   |
| NK06     | 香椎花園前 |          |          | 1.4      | 5.0      |                                                                              | ｜       | 福岡市東區   |
| NK07     | 唐之原     |          |          | 1.1      | 6.1      |                                                                              | ◇        | 福岡市東區   |
| NK08     | 和白       |          |          | 1.1      | 7.2      | 九州旅客鐵道： 香椎線（JD05）                                                | ◇        | 福岡市東區   |
| NK09     | 三苫       |          |          | 1.8      | 9.0      |                                                                              | ◇        | 福岡市東區   |
| NK10     | 西鐵新宮   |          |          | 2.0      | 11.0     |                                                                              | ◇        | 糟屋郡新宮町 |

### 2007年廢線路段
| 中文站名       | 日文站名 | 英文站名 | 站間距離 | 營業距離 | 列車交會 | 所在地       |
| -------------- | -------- | -------- | -------- | -------- | -------- | ------------ |
| 西鐵新宮       |          |          | -        | 11.0     | ◇        | 糟屋郡新宮町 |
| 古賀高爾夫場前 |          |          | 2.0      | 13.0     | ｜       | 古賀市       |
| 西鐵古賀       |          |          | 1.2      | 14.2     | ◇        | 古賀市       |
| 花見           |          |          | 1.4      | 15.6     | ｜       | 古賀市       |
| 西鐵福間       |          |          | 2.6      | 18.2     | ◇        | 福津市       |
| 宮地岳         |          |          | 1.3      | 19.5     | ｜       | 福津市       |
| 津屋崎         |          |          | 1.4      | 20.9     | ◇        | 福津市       |

## 轉乘折扣
貝塚站與貝塚線第3區間（9km、270日圓區間）及福岡市營地鐵第3區間（11km、300日圓區間）之間可享有轉乘優惠。欲了解更多詳情，請參閱以下連結。請注意，終點站西鐵新宮站不享有轉乘折扣（因為它超過 9 公里並且屬於第 4 區段）。
- 換乘折扣（西鐵官網）
- 票價制度（福岡市交通局網站）

貝塚線不設直達天神大牟田線的票價。